# メビウス同盟
『メビウス同盟』（メビウスどうめい）は、みなみ佐智によって、漫画雑誌『花とゆめ』（白泉社）において、2002年23号から2004年19号まで連載された、漫画作品。コミックスは全5巻。

## 物語
校則が厳しくて有名な高ノ瀬学園。その理事長の一人娘・高ノ瀬茉利は高校1年生。校則違反を理事長に告げ口されると思っている同級生からは、一線を引かれている存在である。そんな茉利には写真家になるという夢と、歌手・MUTSUKIの大ファンだという秘密がある。ある日、茉利は偶然MUTSUKIの正体がクラスメートの2人であることを知ってしまい……!!

## 登場人物
高ノ瀬 茉利（たかのせ まつり）
この物語の主人公。高校生。高ノ瀬学園理事長の一人娘で、次期理事長候補。そのため周りからは「理事長Jr」（りじちょう・ジュニア）と呼ばれている（現にタケやカグにもこう呼ばれている）。敬語しゃべりが癖。校則が厳しい高ノ瀬学園のため、茉利が理事長に告げ口するのではないかと周りから恐れられ、遠巻きにされている。しかし、武将と神夜だけが自分の肩書きを気にせず接してくれるのを、嬉しく思っている。また、通いのお手伝いさんがいるが、父親は外国で姉妹校の理事をしており、母親もめったに帰ってこないので、1人には慣れているが、寂しくないわけではない。
写真家になりたいという夢と、歌手・MUTSUKIのファンであるという2つの秘密がある。ひょんなことから、MUTSUKIの正体が武将と神夜であることを知ってしまい、また自分の秘密も知られてしまったため、3人で秘密保持を目的とする同盟を結ぶこととなる。
MUTSUKI（むつき）
話題の歌手。PVとCDのジャケット以外には一切顔を出さない覆面歌手。実は、武将の声と神夜のヴィジュアルの融合体であるため存在しない。武将と神夜はいたずら好きで、神夜の小6の転校の際、「いつか 日本中の奴ら俺達でだましてやろうぜ!」という約束の下、中3の冬に帰ってきた神夜と結成した。
安藤 武将（あんどう たけまさ）
茉利の同級生で、MUTSUKIの正体の1人。通称タケ。学校では無口で無愛想を装っているため、学校での神夜との繋がりはない。兄・都之を通じて知り合った神夜との夢であるMUTSUKIを演じている。MUTSUKIの声担当。
しっかりしていて大人っぽい。照れくさい事・恥ずかしい事を平気で言えて、できる（額と額をあわせたり、泣いている茉利を抱きしめてあげたり）。気が利いていてやさしい性格の持ち主。
成績優秀で運動もできるが、自分は兄とそっくりなため、何をやっても何でもできる兄の二番煎じにしかならないことにコンプレックスを抱いている。武将には歌があるということを教えてくれたのは神夜である。
徐々に茉利に惹かれていく。それと同時に神夜も茉利が好きなことに気付き、素直な神夜を羨ましく思っている。
渡貫 神夜（わたぬき かぐや）
茉利の同級生で、MUTSUKIの正体の1人。通称カグ。学校ではいつもクラスの中心にいる。ゲームセンターで知り合った都之の弟・武将とMUTSUKIを演じている。MUTSUKIのヴィジュアル担当。ヴィジュアルは学校でも変わらないのでバレるかと思いきや、音痴なので、MUTSUKIのそれとは似ても似つかないため大丈夫である。自称、武将のファン1号。かづきという妹がいる。
学校でもプライベートでもバカキャラ。作者からは「愛すべきバカ」と呼ばれるくらい。子供っぽくて無邪気だけど素直な性格。
徐々に茉利に惹かれていくが、不器用なため上手く優しくできず、優しくできる武将を羨ましく思っている。また、MUTSUKIの姿である時と、普段の自分の時との茉利の反応の違いに戸惑っている。
荻村 智紀（おぎむら ともき）
MUTSUKIマネージャー。25歳。穏やかな性格だが、少し天然である。
7つ年下の彼女がいて、MUTSUKIのマネージャーであることを信じてもらえず、職業詐称だと思われていた。しかし、心配した茉利ら3人の計らいで仲直りすることになる。
古賀 穂月（こが ほつき）
MUTSUKI専属メイク&スタイリスト。武将と神夜が衝動的になったときのストッパー役。酔うとメイク魔と化す。
茉利の正月の振袖や、茉利を別人に仕立て上げるほどの腕前である。
御伽 洸（おとぎ こう）
俳優。中学生、作中で高校生となる。芸能界や学校では標準語で、子供っぽいものが好きで、泣き虫という小動物系のキャラクターを演じているが、本当は関西弁で、うどん・盆栽・ゴルフが好き。演技は好きだが、事務所命令で「御伽 洸」のイメージを守り続けるのに耐えられなくなり、俳優を辞めようと仕事をさぼっていた矢先、偶然茉利と出会い、俳優を続ける決心をする。茉利のことが好き。憧れの人はMUTSUKI。
鈴木&山田（すずき&やまだ）
本編1話から登場しているカグの友達。黒髪のロングが山田一郎、ショートの方は鈴木太郎。カグとよくバカ騒ぎしている。カグが茉利にタメ口で話しかけると理事長にチクられると思い怖がっているため、カグにやめさせようと蹴りなどいれる。ウィッグ姿の茉利はカグの友達の「まり」（茉利の偽名）だと思っていて、初対面（?）で一目惚れした。
理事長（りじちょう）
茉利の母親で、高ノ瀬学園理事長。厳格さと芸能嫌いで有名。学園の校則にもそれが反映されており、アルバイトから芸能活動に至るまで禁止されている。
宮川さん（みやがわ）
MUTSUKI専属カメラマン。金髪のほっそりした人。たまに漫画に登場するが名前及び台詞は2、3回くらいしかない。
安藤 都之（あんどう　ひろゆき）
タケの兄。1回登場。カグの親分的存在で「お殿様と呼べ」と言っている（都之の読み方を変えたら「との」だから）
渡貫 かづき（わたぬき - ）
カグの妹。SDで1コマのみに登場。単行本4巻の書き下ろしでもややデフォルメな顔が描かれている。漫画内では台詞は一言ではあるが、ちゃんと有る。
周防 伸（すおう しん）
歌手。MUTSUKIと同時期にデビューした。子供の頃から芸能界で活躍することが夢だったが、次に出す曲がMUTSUKIより順位が低いと事務所をクビになってしまうため、MUTSUKIに芸能界引退の誓約書を書かせようとMUTSUKIを捜していた。そのため、自らMUTSUKIに変装し、世間に出てファンと遊び、事務所の人間をおびき出そうとしていた。しかし、それは茉利ら3人に阻止される。後日、茉利が提供した写真により、週刊誌に報道された。この一件後、一切登場なし。
広川 メイ（ひろかわ めい）
単行本2巻に登場。周防 伸の仲間。高ノ瀬学園の1年生。MUTSUKIをおびき出そうと、MUTSUKIの彼女を名乗っていた。この一件後、一切登場なし。
黒岩 和（くろいわ やまと）
荻村さんの彼女。荻村さんより7つ年下。その年齢差ゆえに、ちゃんと彼の恋愛対象に入っているか不安で、愛されている自信が無かった。しかし、茉利ら3人の計らいにより仲直りする。1回のみの出演だが、その後名前だけ（もしくは「荻村さんの彼女」と）は何度か出ている。作者曰両方とも苗字になってしまったとの事。